# Amor de madre (canción de Denise Rosenthal)
«Amor de madre» es una canción interpretada por la cantante chilena Denise Rosenthal, se estrenó como el quinto sencillo de su próximo álbum de estudio el 7 de mayo de 2020 por Universal Music Chile. Fue escrita por la intérprete junto a Álvaro Rodríguez y Troy Scott y está dedicada a la madre de la cantante.

## Antecedentes y lanzamiento
Tras el lanzamiento de «Tiene sabor» el 20 de febrero de 2020, y luego de su participación en el Festival de Viña del Mar, Denise siguió la promoción de su próximo material de estudio con este tema. Luego de ser destacada como una artista a descubrir por la revista Billboard, Se mencionó la pista por primera vez en sus redes sociales el 4 de mayo de 2020, un día después, anunció que su nuevo sencillo se lanzaría el jueves 7 de mayo del mismo mes.

## Composición
El tema compuesto por Denise junto a Álvaro Rodríguez y Troy Scott, trata sobre el amor, fortaleza y la admiración sobre las madres, además de reivindicar el rol que tienen las mujeres en la música. Ella comentó que el tema con sonido de R&B, es una composiciones más personales hasta la fecha. En sus redes sociales, declaró; «Dedicado a la mujer que más admiro y aprecio, gracias a todo el linaje femenino que me han entregado la fuerza y la perseverancia». Añadió además que es «Un pequeño homenaje, para que nunca se me olvide, de donde vine, adonde voy, y adonde siempre podré volver».

## Vídeo musical
El vídeo musical se estrenó el 7 de mayo de 2020, repasa toda la vida familiar de la cantante junto a su madre. Fue dirigido por Camila Grandi.

## Créditos y personal
- Denise Rosenthal - composición, voz
- Troy Scott - composición
- Álvaro Rodríguez - composición
- Ten Towns - personal de estudio, ingeniería de grabación, programación, ingeniería de mezcla
- Red Traxx - personal de estudio, ingeniería de masterización
- Felipe Tichauer - personal de estudio, ingeniería de masterización

## Posicionamiento en listas
| Listas (2020)          | Mejor posición |
| ---------------------- | -------------- |
| Chile (Monitor Latino) | 25             |